# Université de l'Insubrie

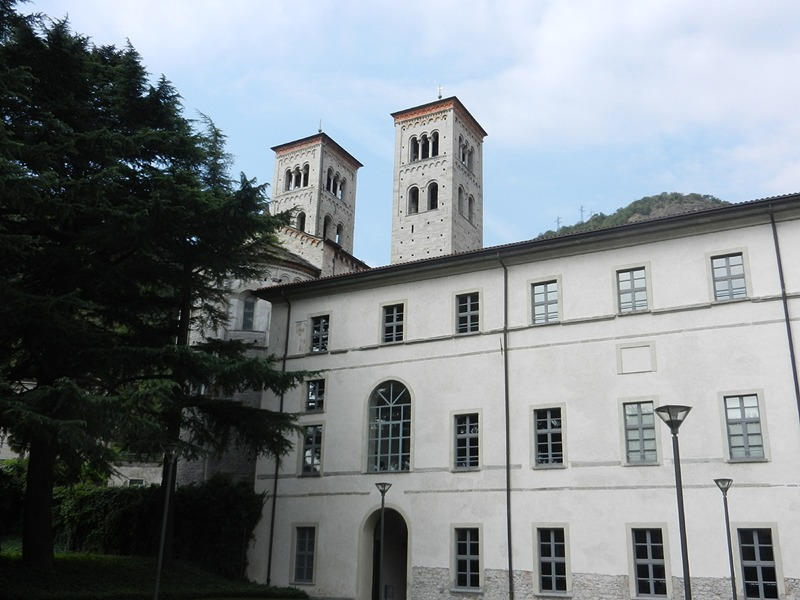
Abside de la basilique de S. Abbondio (2012).

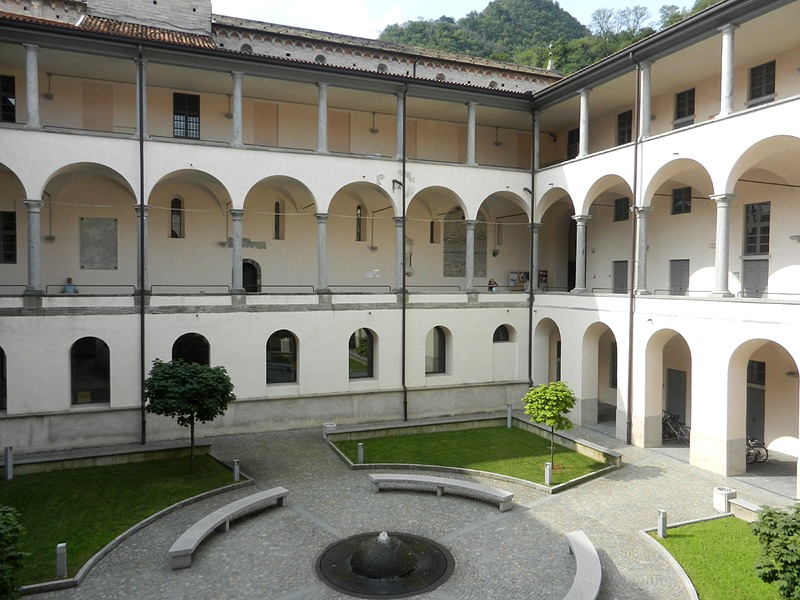
Cloître de la basilique de S. Abbondio (2012).

L'université de l'Insubrie (en italien, Università degli studi dell'Insubria) est une université italienne de la région de l'Insubrie en Lombardie, basée autour des villes de Côme et de Varèse.

## Historique
L'université de l'Insubrie a été fondée en 1998.